# Transport kolejowy na Węgrzech
Sieć kolejowa na Węgrzech składa się z 7183 kilometrów torów, z czego 2628 jest zelektryfikowane. Narodowym przewoźnikiem jest Magyar Államvasutak (MÁV, Węgierskie Koleje Państwowe), które w 2003 roku odprawiło 157,4 mln pasażerów.
Mimo iż Węgry są stosunkowo niewielkim krajem, są położone w strategicznym miejscu w Europie – krzyżują się tu dwa ważne szlaki tranzytowe: północno-południowy oraz wschodnio-zachodni. Tym samym, mają dobre i liczne połączenia pasażerskie z krajami sąsiadującymi.
W 1993 Węgry przyjęły prawo kolejowe, co jest zgodne z dyrektywą Wspólnot Europejskich z 1991 roku. 

## Lista przewoźników

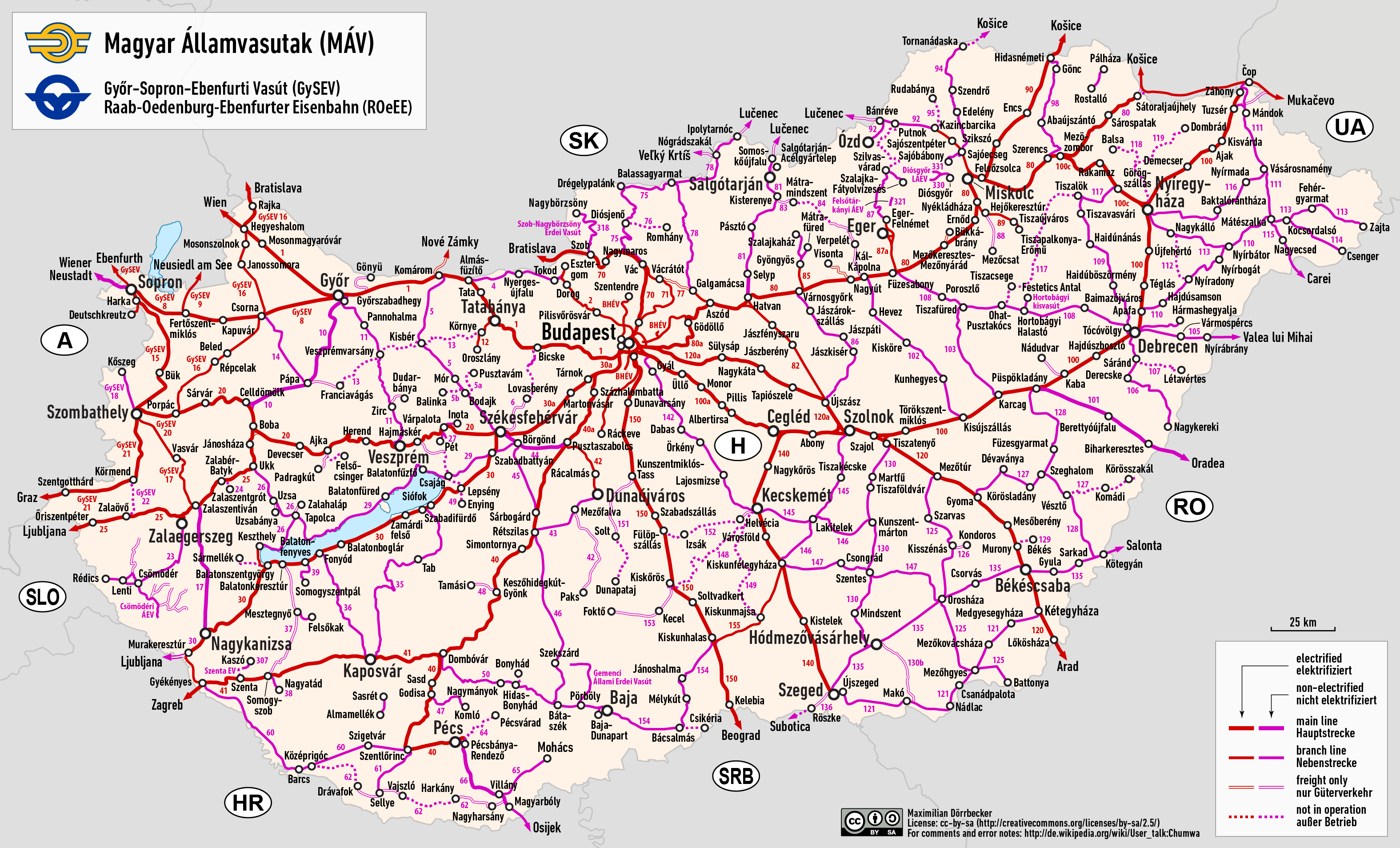
Mapa węgierskich sieci kolejowych

Lista węgierskich przewoźników kolejowych:
- MÁV (Magyar Államvasutak)
  - MÁV Személyszállítási Zrt.
- Rail Cargo Hungaria
- CER (Central European Railway)
- Eurocom
- Floyd
- GySEV (Győr-Sopron-Ebenfurthi Vasút)
  - GySEV Cargo
- MMV (Magyar Magánvasút)
- Advanced World Transport Hungary